# 横浜公園平和野球場
横浜公園平和野球場（よこはまこうえんへいわやきゅうじょう）は、かつて神奈川県横浜市中区の横浜公園内にあった野球場で、現在は跡地に横浜スタジアムが建っている。通称は「平和球場」（へいわきゅうじょう）。

## 前史

### 外人運動場（クリケットグラウンド）
1876年（明治9年）に彼我公園と呼ばれた現在の横浜公園が竣工すると、1878年（明治11年）7月、居留地の「横浜弄鞠倶楽部」の需に応じ、公園中央に楕円形の外人運動場（クリケットグラウンド）が設けられた。この運動場は料金を徴収して倶楽部に貸与するものだった。
米国人を中心に野球、サッカー、ラグビーも行われ、1896年（明治29年）5月23日には、初の野球の国際試合（第一高等学校 対 横浜カントリー・アンド・アスレティック・クラブ）が行われた。

### 横浜公園野球場
1899年（明治32年）の居留地制度廃止に伴って公園は横浜市へ返還され、運動場の貸与期限は1909年（明治42年）に満了した。翌1910年（明治43年）にかけて、宮内省技師の茂出木朝二郎の設計による改修が実施された。日本における野球人気は確固たるものとなっており、公園中央のクリケットグラウンドは姿を消し、公園南東隅に野球場が建設された。
この野球場は、ホームとセンターの方向が横浜スタジアムと逆で、左右両側に3、4段の木製スタンドがあり、横浜貿易新報の大会やクラブチームの大会が開かれた。

## 概要

### 横浜公園運動場（野球場）
1923年（大正12年）9月1日の関東大震災で被災すると、横浜公園南東隅に「横浜公園運動場」（名称は運動場だが形状は野球場）が建設され、1928年（昭和3年）1月20日に起工し、1929年（昭和4年）3月10日に竣工した。収容人員はメインスタンドが定員6,300人、最大9,000人、外野周囲の芝生スタンドが定員7,500人、最大10,000人。
この野球場は、ホームとセンターの方向が横浜スタジアムと同じで、スタンド中央2階バルコニーに貴賓席が置かれた。
左翼101.9m、右翼101.5m、中堅116.5mとほぼ左右対称であった。

### 日米野球とプロ野球
1934年11月18日、日米野球第9戦が当球場で開催され、MLB選抜がベーブ・ルース2本、ルー・ゲーリッグ1本、ジミー・フォックス1本、アール・アベリル1本の計5本、全日本選抜が井野川利春1本の本塁打を放った。
当球場におけるプロ野球の公式戦初開催は、1939年8月12日のイーグルス対阪急軍7回戦だった。

### 太平洋戦争と捕虜収容所時代
第二次世界大戦（太平洋戦争）が激化した1942年9月には球場の使用が停止される。ただし、翌1943年もプロ野球公式戦が2試合開催されている。スタンドは「東京捕虜収容所第3分所」となり、日本軍が占領地で捕虜にした連合国軍兵士を収容した。同収容所は1944年5月に閉鎖されるが、翌1945年8月に日本が敗戦、9月に球場は連合軍の接収を受けた。

### 「ルー・ゲーリック・メモリアル・スタジアム」と日本初のプロ野球ナイトゲーム
横浜市内の競技施設でほぼ同時期に連合軍に接収された横浜競馬場は、本来とは違う使用目的（住宅施設等）に供されたが、横浜公園運動場は接収下でも野球場として利用され、施設名称もこの地でプレーし日米開戦の直前に世を去ったゲーリッグにちなんで、「ルー・ゲーリック・メモリアル・スタジアム」と改称された。場内には日本では正式に発売されていなかったコカ・コーラやペプシコーラの看板があり、販売されていたと思われる。
接収中の1946年に6基の照明灯が設置され、1948年6月14日に日本初のナイトゲーム（立教 対 慶應）が開催され、同年8月17日に日本初のプロ野球公式戦のナイトゲームが開催された。対戦カードは読売ジャイアンツ対中日ドラゴンズ戦で、3-2で中日が日本職業野球のナイトゲーム初勝利を飾った。試合開始は20時過ぎだった。この8月17日は「プロ野球ナイター記念日」とされている。

### 「横浜公園平和野球場」への改称と老朽化
1952年に連合軍の接収解除に伴い横浜市に返還され、1955年に「横浜公園平和野球場」と再度改称された。しかし、市民の間には正式名称よりも略称である「平和球場」という呼び方のほうが定着した。本稿でも以下は平和球場の略称を用いる。
初開催の1939年と平和球場に改称した1955年はともに8試合開催されたものの、当球場におけるプロ野球の公式戦は1967年10月9日のサンケイアトムズ対中日ドラゴンズ27回戦が最終開催となり、公式戦試合数は28年（うち開催されたのは16年）で65試合に留まった。しかし、高校野球神奈川大会や社会人野球などアマチュア野球では多く使用され、ボクシングの興行にも使用されたこともある。しかし築40年を超えて建物の老朽化は深刻になり、1970年3月には躯体のコンクリートが劣化して観客の重量を支えきれなくなったという理由から、スタンドの上半分が使用禁止となった。これによってもともと15,000人程度であった観客収容数が半減してアマチュア野球の大会にも使用できなくなり、野球好きの市民の間に建て替えとプロ球団誘致を求める署名活動などが行われるようになった。
一方、この頃の大洋球団は巨人戦以外では全く集客の伸びない川崎球場に限界を感じており、同じ県内でもより知名度が高く人口も多い横浜市へ本拠地を移転する構想を持っていた。しかし、老朽化で倒壊の危険性があり10,000人の収容すら出来なくなった平和球場はプロ野球の本拠地球場としては到底使用できない状況であった。そこで大洋球団は1972年11月22日、横浜市に対し「横浜平和球場が改築した折には、本拠地を川崎から移転したい」と申し入れを行い、当時横浜市長だった飛鳥田一雄の同意を得て覚書を取り交わした。

### 新球場建設決定と解体決定
新球場の建設には資金面や法規面で様々なハードルがあったが、順次これらは乗り越えられてゆく。これにより新球場となる横浜スタジアムの建設が正式に決定、1977年4月、横浜スタジアムの着工に伴い解体された。解体の際、スコアボードは藤沢市八部野球場に移設され、その後10年ほど使われていた。